# Lasiodiscus gillardinii
Lasiodiscus gillardinii är en brakvedsväxtart som beskrevs av Pierre Staner. Lasiodiscus gillardinii ingår i släktet Lasiodiscus och familjen brakvedsväxter. Inga underarter finns listade i Catalogue of Life.